# Styracocephalus
Styracocephalus es un género de terápsidos dinocéfalos que vivieron en el Pérmico.
Al igual que Estemmenosuchus, el estiracocefalo tenía tocados extraños en la cabeza, solo que éstos se parecían más al collar óseo de los ceratópsidos. Media cerca de 3 metros y pesaba 1 toneladas.

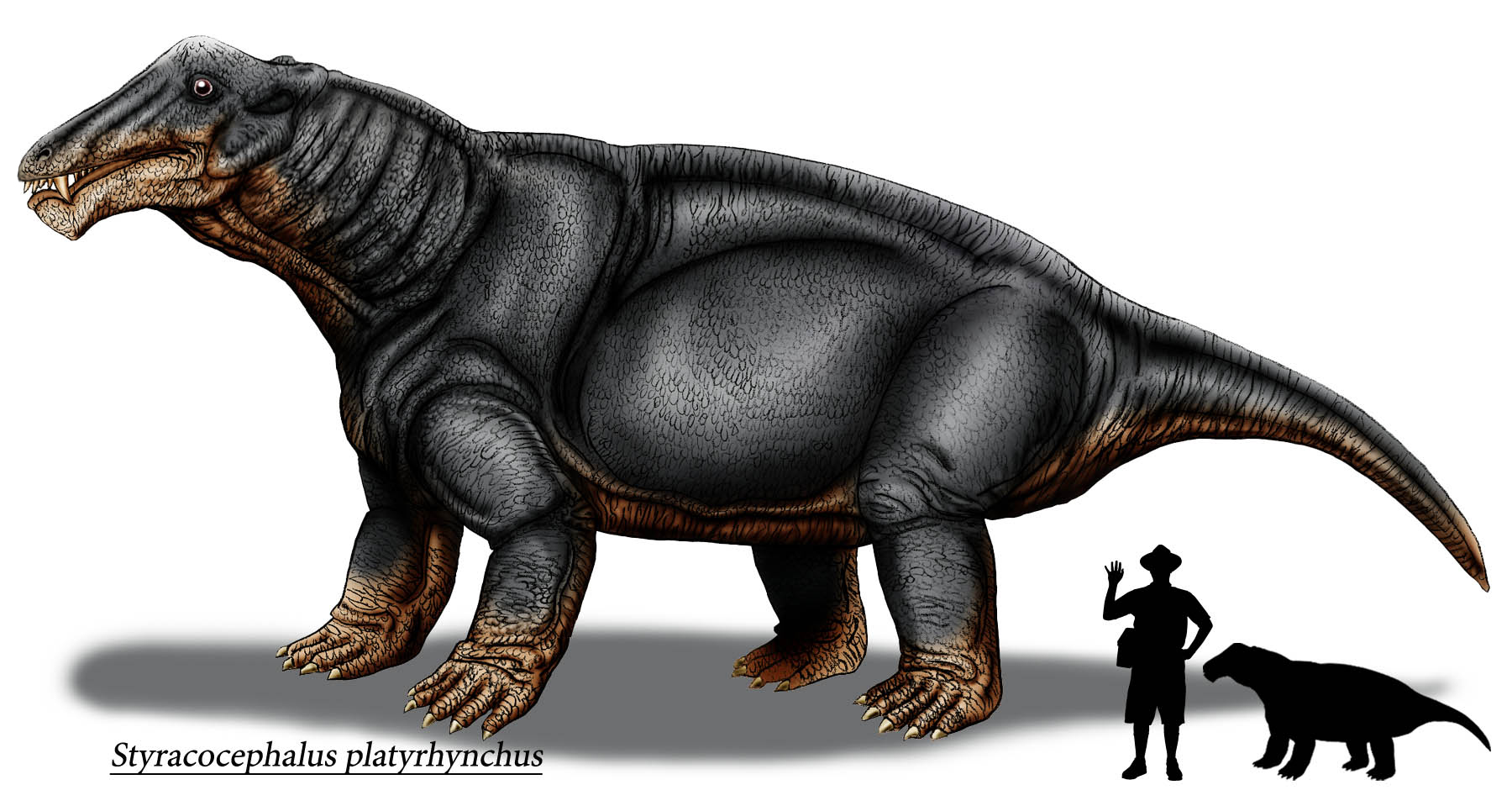
Styracocephalus